# Listonos nosatý
Listonos nosatý (Vampyrum spectrum), podle starších synonym mj. upír řasonos, vampýr nosatý a vrápenec upír, je velký masožravý netopýr z čeledi listonosovití (Phyllostomidae) vyskytující se v Mexiku a ve Střední a Jižní Americe. Je jediným zástupcem rodu Vampyrum; jeho nejbližším žijícím příbuzným je listonos dlouhouchý (Chrotopterus auritus). Listonos nosatý je největší novosvětský druh netopýra a jde také o největšího masožravého netopýra na světě: rozpětí jeho křídel činí 0,7 až 1 m. Má robustní lebku a zuby, kořist – hlavně ptáky, může však konzumovat i hlodavce, hmyz a jiné netopýry – usmrcuje mocným kousnutím.
Na rozdíl od většiny jiných netopýrů je monogamní. Kolonie tvoří dospělý samec, samice a jejich mláďata. Samec pro samici a potomky obstarává potravu, kterou jim přináší do úkrytu. Listonos nosatý může pobývat v dutinách stromů, někteří jedinci hřadují i v jeskyních. Kvůli ztrátě biotopů a nízké populační hustotě je na seznamu Mezinárodního svazu ochrany přírody (IUCN) zařazen mezi téměř ohrožené druhy. 

## Taxonomie a evoluce
Pozice rodu Vampyrum mezi příbuznými rody v rámci listonosovitých (výsek stromu podle Monteiro & Nogueira 2010, vztahy mezi triby podle Hoffmann & kol. 2008)
|  | Trachops     |
|  |              |
|  | Macrophyllum |
|  |              |

|  | Vampyrum     |
|  |              |
|  | Chrotopterus |
|  |              |

|  | Tonatia                                                                              |
|  |                                                                                      |
|  | \| \| Phylloderma \| \| \| \| \| \| Phyllostomus \| \| \| \| \| \| Mimon \| \| \| \| |
|  |                                                                                      |
|  | Phylloderma                                                                          |
|  |                                                                                      |
|  | Phyllostomus                                                                         |
|  |                                                                                      |
|  | Mimon                                                                                |
|  |                                                                                      |

|  | Phylloderma  |
|  |              |
|  | Phyllostomus |
|  |              |
|  | Mimon        |
|  |              |

|  | Tonatia                                                                              |
|  |                                                                                      |
|  | \| \| Phylloderma \| \| \| \| \| \| Phyllostomus \| \| \| \| \| \| Mimon \| \| \| \| |
|  |                                                                                      |
|  | Phylloderma                                                                          |
|  |                                                                                      |
|  | Phyllostomus                                                                         |
|  |                                                                                      |
|  | Mimon                                                                                |
|  |                                                                                      |

|  | Phylloderma  |
|  |              |
|  | Phyllostomus |
|  |              |
|  | Mimon        |
|  |              |

|  | Vampyrum     |
|  |              |
|  | Chrotopterus |
|  |              |

|  | Tonatia                                                                              |
|  |                                                                                      |
|  | \| \| Phylloderma \| \| \| \| \| \| Phyllostomus \| \| \| \| \| \| Mimon \| \| \| \| |
|  |                                                                                      |
|  | Phylloderma                                                                          |
|  |                                                                                      |
|  | Phyllostomus                                                                         |
|  |                                                                                      |
|  | Mimon                                                                                |
|  |                                                                                      |

|  | Phylloderma  |
|  |              |
|  | Phyllostomus |
|  |              |
|  | Mimon        |
|  |              |

|  | Tonatia                                                                              |
|  |                                                                                      |
|  | \| \| Phylloderma \| \| \| \| \| \| Phyllostomus \| \| \| \| \| \| Mimon \| \| \| \| |
|  |                                                                                      |
|  | Phylloderma                                                                          |
|  |                                                                                      |
|  | Phyllostomus                                                                         |
|  |                                                                                      |
|  | Mimon                                                                                |
|  |                                                                                      |

|  | Phylloderma  |
|  |              |
|  | Phyllostomus |
|  |              |
|  | Mimon        |
|  |              |

|  | Trachops     |
|  |              |
|  | Macrophyllum |
|  |              |

|  | Vampyrum     |
|  |              |
|  | Chrotopterus |
|  |              |

|  | Tonatia                                                                              |
|  |                                                                                      |
|  | \| \| Phylloderma \| \| \| \| \| \| Phyllostomus \| \| \| \| \| \| Mimon \| \| \| \| |
|  |                                                                                      |
|  | Phylloderma                                                                          |
|  |                                                                                      |
|  | Phyllostomus                                                                         |
|  |                                                                                      |
|  | Mimon                                                                                |
|  |                                                                                      |

|  | Phylloderma  |
|  |              |
|  | Phyllostomus |
|  |              |
|  | Mimon        |
|  |              |

|  | Tonatia                                                                              |
|  |                                                                                      |
|  | \| \| Phylloderma \| \| \| \| \| \| Phyllostomus \| \| \| \| \| \| Mimon \| \| \| \| |
|  |                                                                                      |
|  | Phylloderma                                                                          |
|  |                                                                                      |
|  | Phyllostomus                                                                         |
|  |                                                                                      |
|  | Mimon                                                                                |
|  |                                                                                      |

|  | Phylloderma  |
|  |              |
|  | Phyllostomus |
|  |              |
|  | Mimon        |
|  |              |

|  | Vampyrum     |
|  |              |
|  | Chrotopterus |
|  |              |

|  | Tonatia                                                                              |
|  |                                                                                      |
|  | \| \| Phylloderma \| \| \| \| \| \| Phyllostomus \| \| \| \| \| \| Mimon \| \| \| \| |
|  |                                                                                      |
|  | Phylloderma                                                                          |
|  |                                                                                      |
|  | Phyllostomus                                                                         |
|  |                                                                                      |
|  | Mimon                                                                                |
|  |                                                                                      |

|  | Phylloderma  |
|  |              |
|  | Phyllostomus |
|  |              |
|  | Mimon        |
|  |              |

|  | Tonatia                                                                              |
|  |                                                                                      |
|  | \| \| Phylloderma \| \| \| \| \| \| Phyllostomus \| \| \| \| \| \| Mimon \| \| \| \| |
|  |                                                                                      |
|  | Phylloderma                                                                          |
|  |                                                                                      |
|  | Phyllostomus                                                                         |
|  |                                                                                      |
|  | Mimon                                                                                |
|  |                                                                                      |

|  | Phylloderma  |
|  |              |
|  | Phyllostomus |
|  |              |
|  | Mimon        |
|  |              |

Listonose nosatého poprvé popsal v roce 1758 švédský přírodovědec Carl Linné. Holotyp získal v Jižní Americe Daniel Rolander, švédský biolog a Linného „apoštol“. Linné netopýra zařadil do rodu Vespertilio, který tehdy klasifikoval mezi primáty. Druhové jméno spectrum pochází z latiny a znamená zjevení nebo přízrak.
Rod Vampyrum popsal až roku 1815 francouzsko-americký polyhistor Constantine Samuel Rafinesque, rodové a druhové jméno v současné kombinaci Vampyrum spectrum se začalo používat až v roce 1942, kdy tak učinil biolog George Gilbert Goodwin. Samotné rodové jméno Vampyrum vychází z novolatinské odvozeniny pro vampýra. Netopýr byl takto pojmenován na základě mylné představy, že se živí krví (ač někteří jiní listonosovití, jako upíři, krev skutečně pijí).
Listonos nosatý představuje monotypický druh, jenž nevytváří poddruhy. Americký zoolog Edward Alphonso Goldman sice roku 1917 pro populace z Mexika a Střední Ameriky navrhl trinomické jméno V. s. nelsoni, tato systematika se nicméně neujala. Genetickou výbavu druhů tvoří 2n = 30 chromozomů.
Podle molekulárních studií mitochondriální DNA a genu kódující protein RAG2 je listonos nosatý nejblíže příbuzný monotypickému rodu Chrotopterus, jehož jediným druhem je listonos dlouhouchý (Chrotopterus auritus). Rody Vampyrum, jenž je taktéž monotypický, a Chroptopterus se podle molekulárních dat oddělily od ostatních listonosovitých přibližně před 20,75 miliony let, přičemž oba rody divergovaly před asi 14,35 miliony let. Poslední společný předek obou rodů byl pravděpodobně hmyzožravý. Listonos nosatý je v rámci listonosovitých zařazen do podčeledi listonosi praví (Phyllostominae), která zahrnuje druhy s různými potravními strategiemi, a to včetně masožravosti, hmyzožravosti a smíšené hmyzožravosti s plodožravostí. Rody Vampyrum a Chroptopterus jsou v rámci listonosů pravých klasifikování v tribu Vampyrini, do něhož spadá i vymřelý listonos rodu Notonycteris.

## Popis
Listonos nosatý je největší druh letouna původem z Nového světa a největší masožravý netopýr na světě. Rozpětí křídel se obvykle pohybuje v rozmezí 0,7–1 m. Délka předloktí činí 101–110 mm, délka celého těla 135–147 mm a hmotnost se pohybuje v rozsahu 134–189 g. Křídla listonose nosatého jsou sice v absolutním smyslu velká, ale v porovnání s velikostí těla dosahují spíše krátké délky. Jsou však zároveň široká, čímž vytvářejí velkou plochu. Konce křídel jsou zaoblené a téměř hranaté. Palce jsou dlouhé, v rozmezí 21,4–22,2 mm. Každý z palců je opatřen velkým zahnutým drápem. Srst na hřbetě je červenohnědá, dlouhá a jemná, zatímco srst na břiše je kratší a světlejší. Předloktí je na polovině blíže k tělu osrstěné, ale na polovině blíže k zápěstí a prstům je holé.
Stoličky listonose nosatého jsou vysoké, ale úzké, s rozpoznatelným hřebenem ve tvaru písmene W. První a druhá horní stolička mají podobný tvar a velikost, zatímco třetí je značně redukována a má pouze dva hlavní hrbolky. Dolní stoličky se vyznačují vysokými korunkami, přičemž hrbolky jsou nejlépe vyvinuty na druhé stoličce. Talonidy (drtící plochy) stoliček jsou malé v poměru k trigonidům (střižným plochám). Horní špičáky jsou dobře vyvinuté. Celkový zubní vzorec listonose nosatého činí 2.1.2.3/2.1.3.3 = 34 zubů. Lebka je úzká a protáhlá, s výrazným sagitálním hřebenem, jenž vyčnívá až za velký týlní otvor. Celkově lebka tohoto druhu připomíná zmenšeninu lebky psovitých nebo medvědovitých šelem. Typický znak čeledi listonosovitých, blanitý listovitý výrůstek na čenichu, na délku měří 17 mm. Uši jsou velké a zakulacené, dlouhé 39–42 mm. Druh nemá zřetelný ocas, ale uropatagium je dlouhé a široké. Dolní končetiny jsou dlouhé a chodidla jsou tvořena štíhlými kostmi. Každý prst nese dobře vyvinutý dráp.
Mozek je v porovnání s tělem velký, poměr hmotnosti mozku k hmotnosti těla je 1:67, díky čemuž listonos nosatý převyšuje i hodnoty změřené u koček nebo psů. Mozkové hemisféry jsou rozsáhle zvrásněny. Značně vyvinut je čichový bulbus. Mozeček (cerebellum) se vyznačuje nejsložitější stavbou mezi všemi příslušníky podčeledi.

## Biologie a ekologie

### Potrava

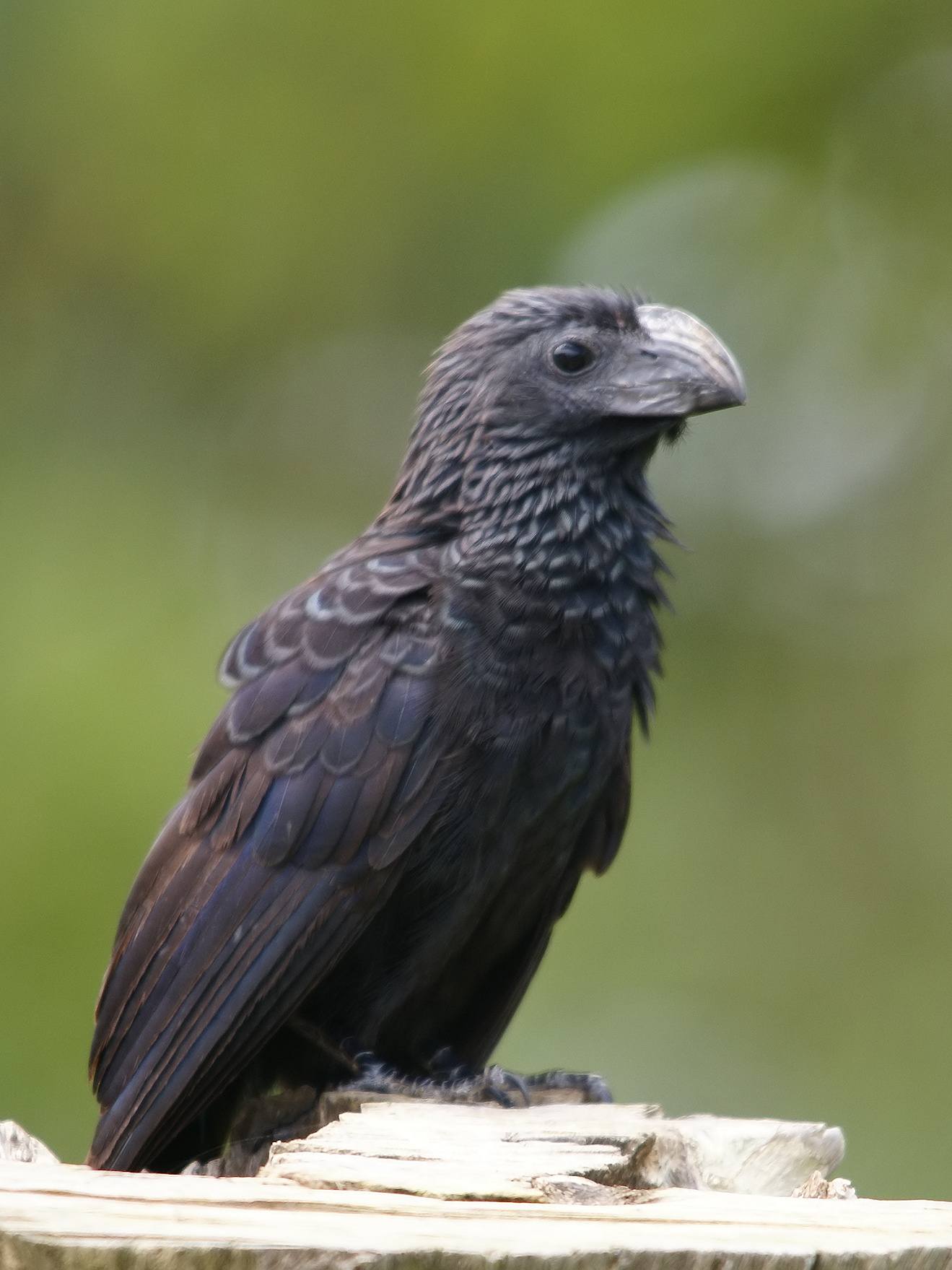
Kukačka rýhozobá, jedna z primárních složek potravy listonose

Listonos nosatý je striktním masožravcem, konzumuje ptáky, hlodavce a jiné druhy netopýrů. Kromě toho požírá i některé zástupce hmyzu, například brouky. Jiné netopýry loví oportunisticky, přičemž je známý tím, že zabíjí netopýry lapené do ornitologických sítí výzkumníků. Mezi zdokumentované lovené druhy patří například listonos vysokohorský (Sturnira ludovici), glosofága bezocasá (Anoura geoffroyi), vampýr dlouhojazyčný (Glossophaga soricina), listonosové rodu Carollia, upír obecný (Desmodus rotundus) a listonosové rodu Artibeus. Kdysi se předpokládalo, že se občasně přiživuje rovněž ovocem, nicméně pár chovaný v zajetí po dobu 5 let odmítal požírat jakékoli ovoce. Složení jídelníčku listonosů lze pasivně studovat, protože si kořist nosí ke konzumaci zpět do svého úkrytu a její zbytky, jako je ptačí peří, netopýří křídla a ocasy hlodavců, odhazuje. V průběhu jednoho roku bylo z peří zanechaného pod hřadovištěm v Kostarice zjištěno 18 druhů ptáků, přičemž podle výsledků dávali netopýři přednost ptákům o hmotnosti 20 až 150 g, kteří nespadali mezi pěvce. Pozdější studie v Brazílii naopak zjistila, že zpěvní ptáci zde tvořili majoritní část potravy.
Častou kořistí jsou holubovití a kukačkovití: zástupci těchto dvou čeledí představovali více než polovinu kořisti zdokumentované v kostarické studii. Někteří z lovených ptáků, jako jsou kukačky, trogoni a momotovití, vydávají silný pach, což vedlo některé výzkumníky k hypotéze, že listonosové se mohou při vyhledávání kořisti spoléhat na čich. Listonosové zároveň dávají také přednost ptákům hřadujícím ve skupinách, díky čemuž je mohou nejspíše úspěšněji vystopovat. Zvláště častou kořistí je kukačka rýhozobá (Crotophaga sulcirostris), která vydává silný pach a zároveň hřaduje ve skupinách, na základě čehož představovala 24 až 26 z celkem 86 položek kořisti zjištěných ve studii. Mezi dalšími lovenými ptáky byli aratinga oranžovočelý (Eupsittula canicularis), tirika tovi (Brotogeris jugularis), střízlíkovití rodu Campylorhynchus, trupiál žluví (Icterus pustulatus) a tyran vidloocasý (Tyrannus forficatus). Největším zjištěným druhem kořisti byl holub samotářský (Leptotila verreauxi), který se svými 150 g váží téměř stejně jako samotný listonos nosatý. Vzhledem k tomu, že kořist může být i takto velká, k uspokojení kalorických nároků stačí listonosům zkonzumovat jednoho ptáka každé dvě až tři noci.

### Lov

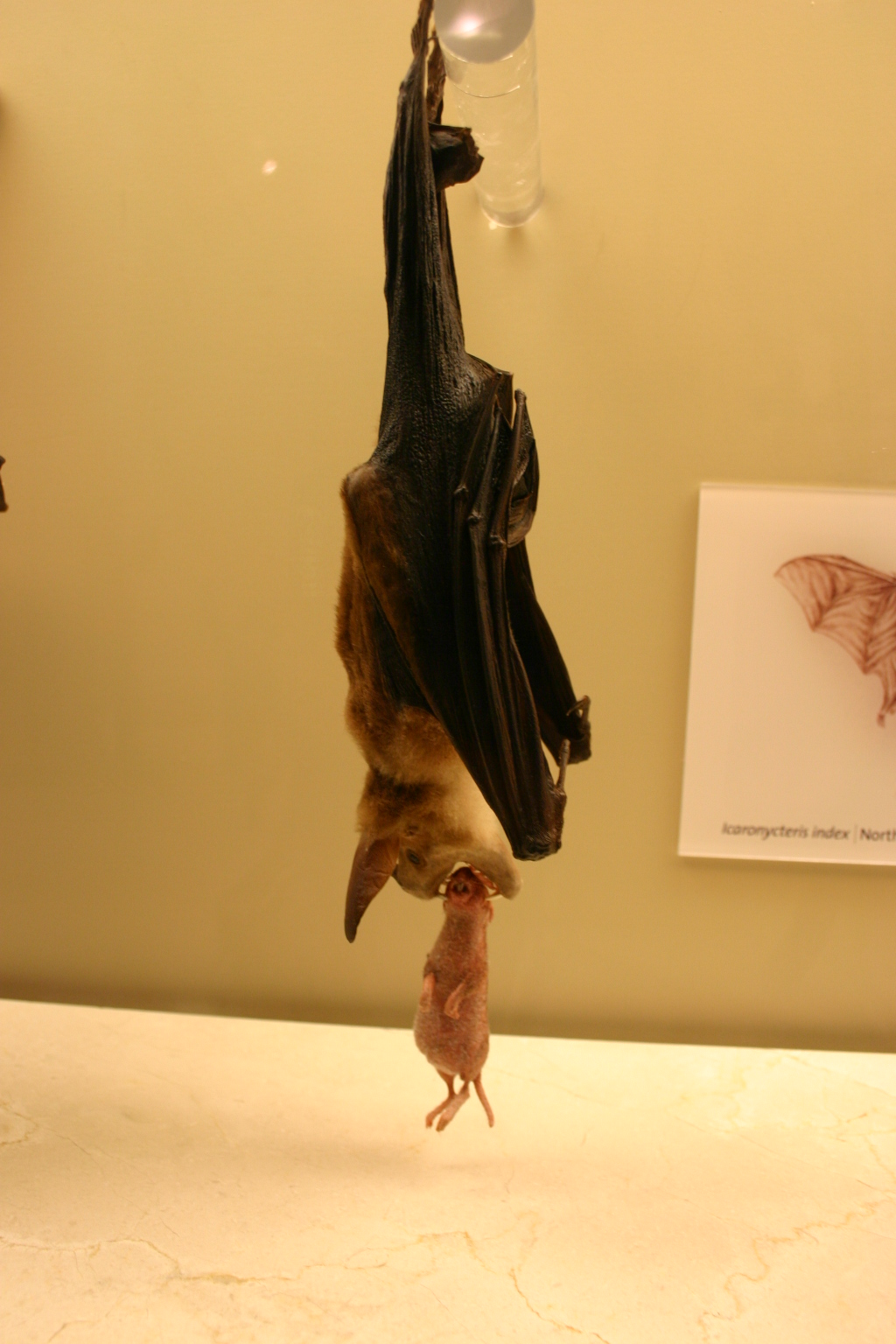
Montáž listonose požírajícího myš

Listonos nosatý používá k navigaci echolokaci, při níž vytváří krátké ultrazvukové impulzy o relativně nízkých frekvencích; echolokační vlastnosti tohoto druhu jsou vhodné pro manévrování kolem překážek při letu nízko nad zemí. Jeho způsob získávání potravy je přirovnáván k lovu sov; pravděpodobně se vznáší nad zemí díky svým hbitým a obratným křídlům a kořist strhává z větví anebo ze země. Kořist většinou pronásleduje a pak na ni shora přistane, přičemž ji zajistí zaháknutím pomocí ostrých drápů na palcích. Zabíjí mocným kousnutím do lebky. Vzhledem k jeho tělesné velikosti je síla skusu větší než u kterékoli šelmy. Na základě velikosti těla a charakteristik špičáků se předpokládá, že síla kousnutí listonose dosahuje hodnot 80–100 newtonů. Při lovu jej může přitahovat tísňové volání menších netopýrů.
Podle studie morfologie křídel 51 neotropických druhů netopýrů měl listonos nosatý nízké plošné zatížení křídel (poměr tělesné hmotnosti k ploše křídel). Tato vlastnost je pro masožravé netopýry výhodná, protože jim umožňuje zvednout kořist ze země a letět s ní. Díky specifické anatomii křídel dokážou létat ve stísněných prostorech a přenést i těžkou kořist, a to navzdory velikosti samotného netopýra. Například samci takto nosí kořist zpět do svých hřadovišť, aby jí zásobili samice a jejich mláďata.

### Rozmnožování a životní cyklus
Listonos nosatý je jedním z přibližně 18 druhů netopýrů, kteří jsou monogamní (možná vytváří celoživotní svazky). Kromě toho je to jeden ze dvou známých druhů netopýrů, u nichž se samci podílejí na rodičovské péči, zmíněným druhým druhem je megaderma žlutokřídlá (Lavia frons) žijící v Africe. Samci listonosů se díky tomuto způsobu života také vyznačují relativně malými varlaty; protože se jedná o monogamní druh, nedochází zpravidla ke vnitrodruhové konkurenci spermií, takže samci mohou šetřit energii tím, že jich produkují méně.
Druh se rozmnožuje sezónně, samice rodí na konci období sucha nebo na začátku období dešťů, přičemž vrh čítá pouze jediné mládě. Matka je údajně ke svým potomkům velmi pozorná a něžná. Samec se často také připojuje, přičemž pro druh je typické to, že samec při hřadování samici a mláďata zcela ovíjí svými křídly. Přirození predátoři listonosů nosatých nejsou známi, nicméně mláďata mohou být lovena stromovými predátory, jako jsou různé kočkovité šelmy, nosálové nebo velké druhy hadů, či dravými ptáky. V mexickém státě Oaxaca byly nalezeny pozůstatky listonosů ve vývržku místního poddruhu sovy pálené (Tyto alba).
Listonosové nosatí hřadují v dutých stromech, a to buď samostatně, nebo v malých koloniích, které zahrnují až pět jedinců. Výzkum pětičlenné kolonie odhalil, že se skládala z dospělého samce a samice, mláděte, které ještě bylo kojeno mateřským mlékem, a mladého samce a samice. Stáří mladého samce bylo odhadnuto na šest měsíců, přičemž je pravděpodobné, že se jednalo o odrostlého potomka dospělého páru, samice byla nejspíše také jejich potomkem. Ačkoli se původně předpokládalo, že listonos nosatý ke hřadování využívá pouze stromy, v roce 2008 bylo poprvé zdokumentováno, že ke hřadování může využívat i jeskyně. Průměrná délka života není známa, nicméně na základě unikátní pigmentace uší bylo odhaleno, že jeden listonos pravděpodobně hřadoval v určité jeskyni od roku 2008 minimálně do roku 2016, což by odpovídalo délce života alespoň 8 let. V zajetí jeden dospělec nejistého počátečního věku přežíval 5,5 roku.

## Výskyt a stanoviště
Listonos nosatý se vyskytuje v jižním Mexiku, ve Střední Americe a v Jižní Americe až po Peru, Bolívii a severozápadní/středozápadní Brazílii (až po jižní nivu Pantanalu). Jeho areál výskytu zahrnuje Belize, Bolívii, Brazílii, Ekvádor, Francouzskou Guyanu, Guatemalu, Guyanu, Honduras, Kolumbii, Kostariku, Mexiko, Nikaraguu, Peru, Surinam, Trinidad a Tobago a Venezuelu. Žije v nadmořských výškách od 0 do 1 650 m n. m., v Mexiku se však vyskytuje pouze v nížinách pod 150 m n. m. Je vázán na tropické deštné lesy, v roce 2010 byl poprvé objeven v brazilském Cerradu. Nejvíce záznamů pochází z amazonského lesa (státy Acre, Amazonas, Amapá, Mato Grosso, Pará, Rondônia, Roraima a Tocantins). Příležitostně se s ním lze setkat i na pastvinách a v sadech.

## Ohrožení

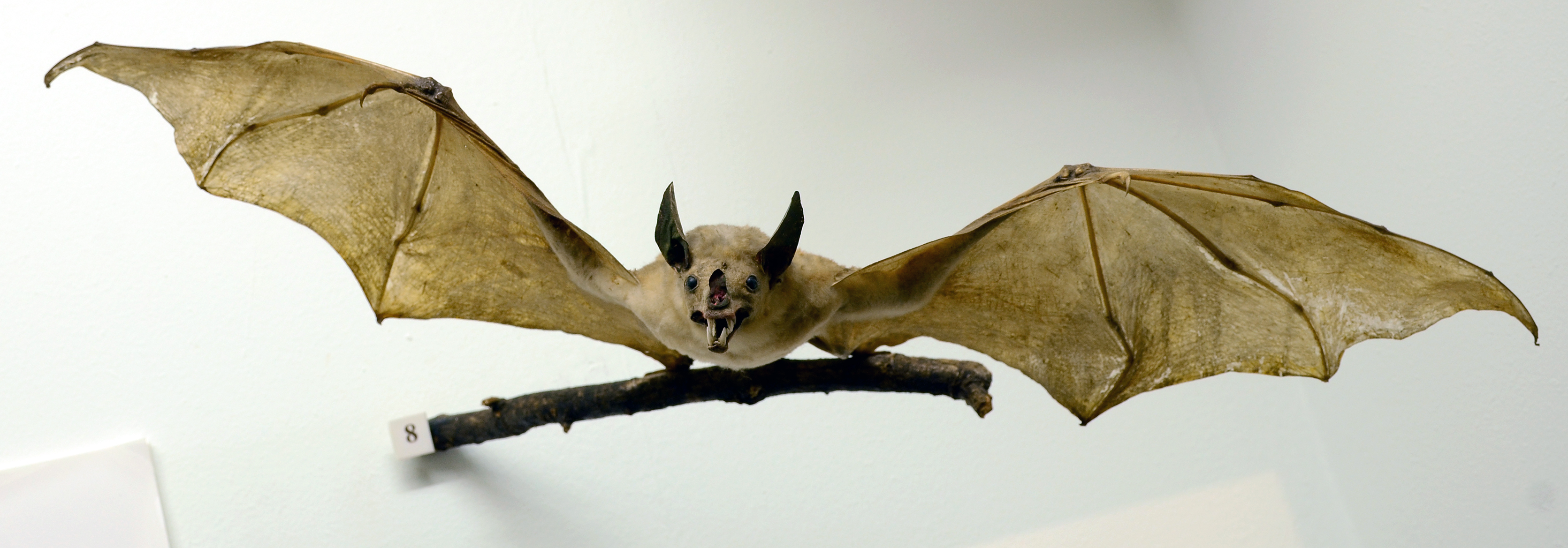
Listonos nosatý, preparovaný exemplář

Mezinárodní svaz ochrany přírody (IUCN) klasifikuje listonose nosatého jako téměř ohrožený druh. Kritéria pro tuto klasifikaci splňuje, protože IUCN předpokládá, že jde o druh závislý na tropických pralesích, v rámci svého areálu výskytu je lokálně vzácný, a je navíc značně náchylný k fragmentaci stanovišť. Celková velikost populace listonose nosatého je obtížně odhadnutelná, protože netopýr žije vesměs skrytým způsobem života. Protože se však jedná o vrcholového predátora mezi netopýry, jeho populační hustota je nízká. Mezinárodní svaz ochrany přírody hodnotí celkovou populaci jako klesající, s odhadnutým poklesem o 20 % v posledních 15 letech (k roku 2018). Vyjma ztráty stanovišť může být listonos nosatý pronásledován také člověkem. Na ostrově Trinidad jsou netopýři někdy považováni za duchy, a místní obyvatelé na základě podobných pověr proto vyhledávají a likvidují jejich hřadoviště.
Od roku 1999 je listonos nosatý zařazen na seznam ohrožených druhů Bolívie, od roku 2001 je zařazen také na seznam ohrožených druhů Mexika.